# Gmina Gorë
Gmina Gorë (alb. Komuna Gorë) – gmina położona we wschodniej części Albanii. Administracyjnie należy do okręgu Korcza w obwodzie Korcza. W 2011 roku populacja gminy wynosiła 1565 osób, 730 kobiet oraz 835 mężczyzn, z czego Albańczycy stanowili 97,45% mieszkańców. 
W skład gminy wchodzi osiemnaście miejscowości: Babjen, Desmirë, Dolan, Dolanec, Lozhan, Lozhan i Ri, Marjan, Mesmal, Mjaltas, Moçan, Qenckë, Selcë, Senishtë, Strelcë, Shalës, Tresovë, Velçan, Zvarisht.